# Xosé María Díaz Castro
Xosé María Díaz Castro (Guitiriz, 19 febbraio 1914 – Lugo, 2 ottobre 1990) è stato un poeta e traduttore spagnolo di lingua e nazionalità galiziana. A lui è dedicato il Día das Letras Galegas del 2014.

## Opere

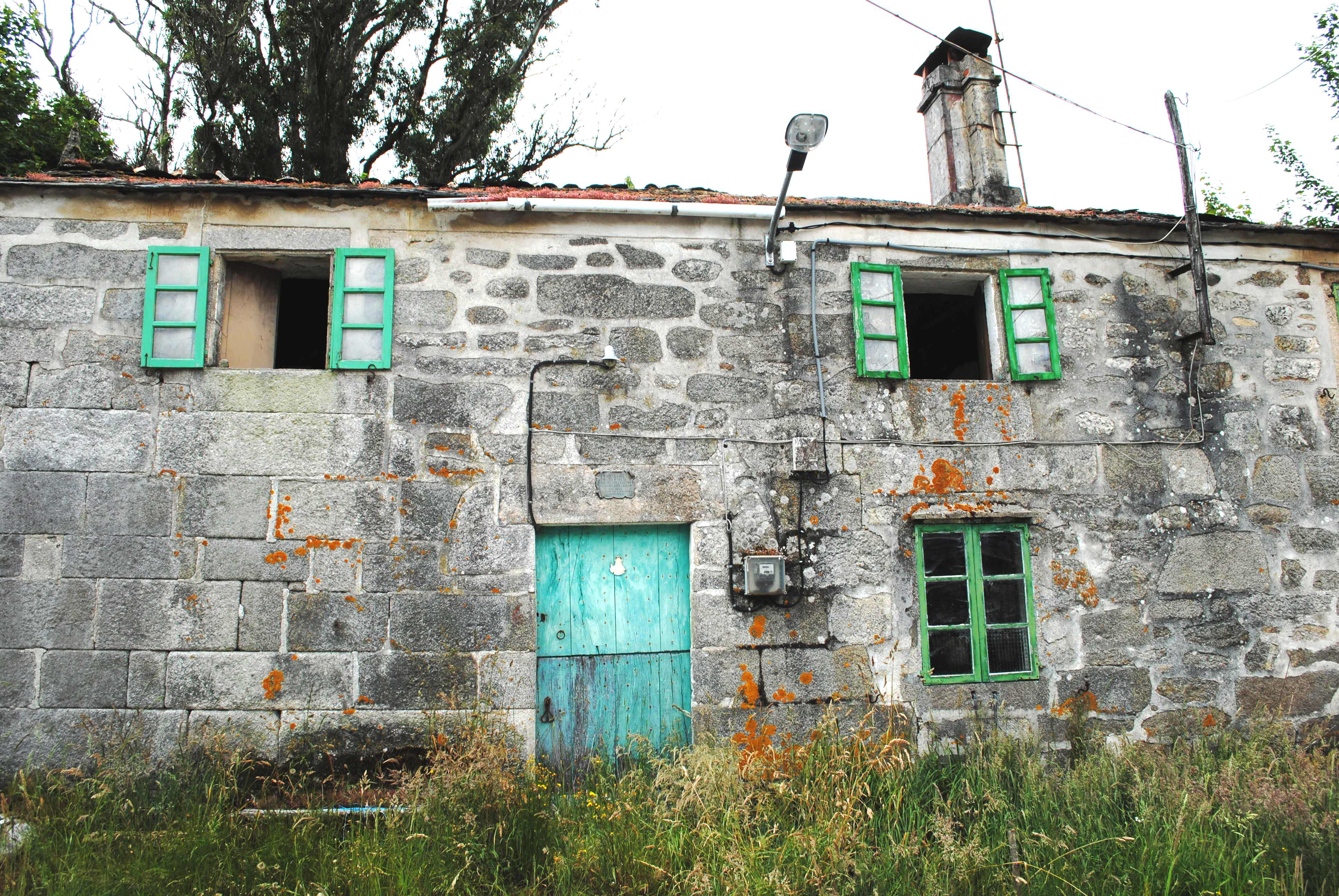
Casa natale di Castro, al Vilariño dos Cregos

Diaz Castro ha pubblicato le sue prime poesie a diciassette anni sulla rivista Lluvia de rosas ("pioggia di rose") di Tarragona, ma è stato l'ingresso in seminario e la conoscenza con Aquilino Iglesia Alvariño che lo hanno spinto a diventare un vero e proprio scrittore galiziano.
- 1931: El Progreso Villalbés
- 1931: Lembranzas e sospiros
- 1931: Baix'o o calor
- 1932: Lá vou, amor
- 1932: As formigas
- 1932: Era un contiño de fadas
- 1934: Follas verdes
- 1932-1935: Follas ô aire, que inclúe versos de 1932 a 1935, que finalmente * Ha partecipato anche a numerosi seminari sulla poesia, fra i quali Vallibria, Mundo de Ahora e Perla del Calvario.[4]

## Note

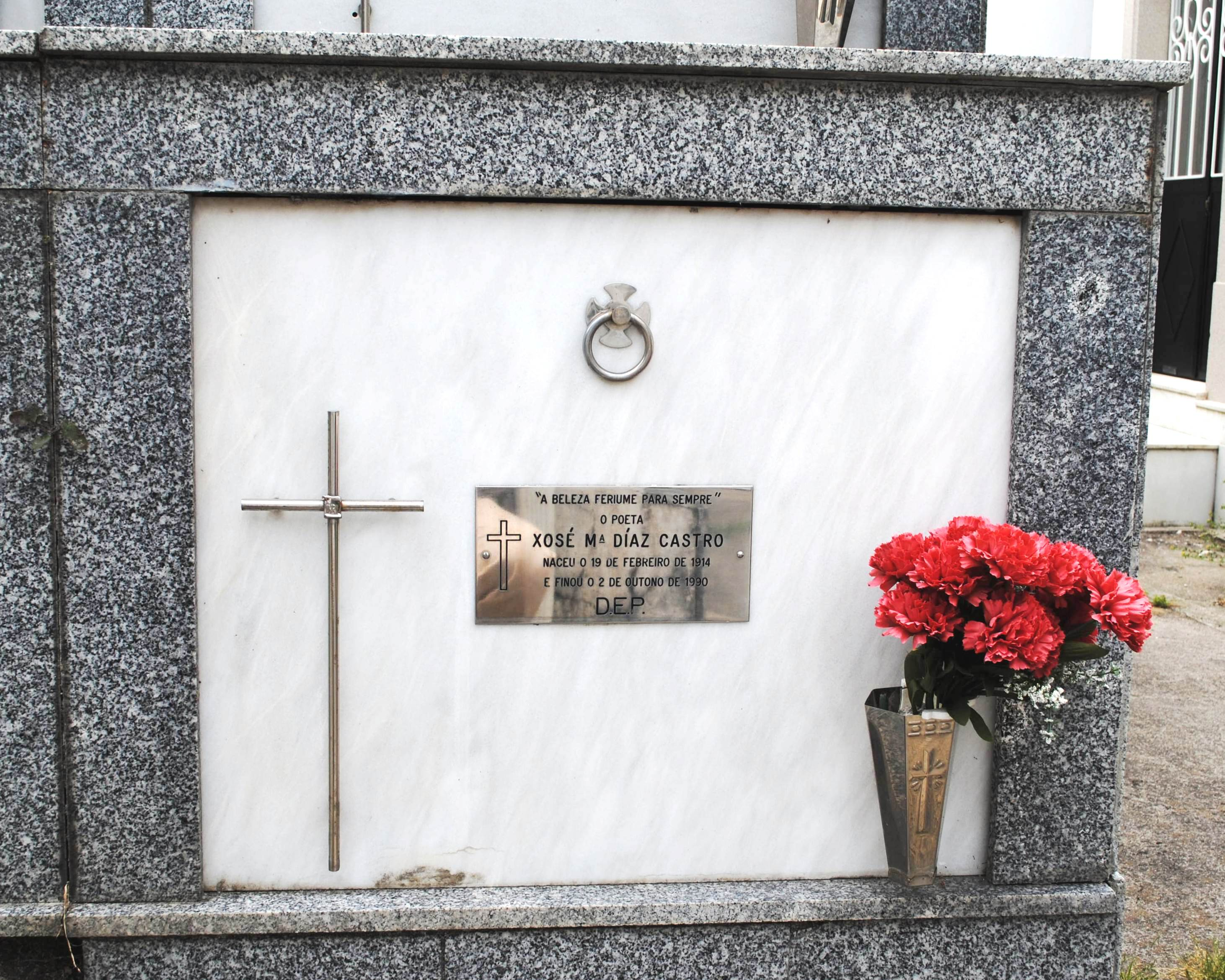
Tomba di Castro